# Giuseppe Marchionna
Giuseppe Marchionna, detto anche Pino (Brindisi, 14 luglio 1953), è un politico ed economista italiano, sindaco di Brindisi dal 1990 al 1992 e nuovamente dal 2023.

## Biografia
Iscritto al Partito Socialista Italiano di Brindisi in giovanissima età, appassionato di studi e ricerche di carattere economico, nel corso degli anni si è impegnato nell'elaborazione di documenti e pubblicazioni incentrate sullo sviluppo del territorio brindisino. Nel 1979 ha elaborato il testo Brindisi Progetto Ottanta, assunto quale documento programmatico del Partito Socialista Italiano di Brindisi, partito di cui divenne segretario provinciale nello stesso anno. Dopo una breve esperienza nel ruolo di vicepresidente della USL BR/4, fu eletto consigliere comunale di Brindisi per la prima volta nel 1985, per poi ricoprire la carica di assessore alle Attività Produttive nel 1989.
Nel 1990 fu eletto sindaco e nel corso del suo mandato si trovò ad affrontare l'emergenza dell'esodo degli albanesi che in un solo giorno arrivarono in 25.000 nella città di Brindisi, mettendone a dura prova la capacità di resistenza e gestione. Termina il proprio mandato amministrativo nell'ottobre 1992. 
Nel 1993 ha riordinato le ricerche compiute nel settore della comunicazione pubblica nel saggio Etica della trasparenza, Politiche della Comunicazione, nel quale ha tentato una strutturazione organica delle modalità e delle metodologie di una comunicazione istituzionale scevra dalla propaganda politica. Nel 1996 con La Carta della Qualità nei servizi di igiene ambientale, commissionata dal Gruppo SLIA di Roma, ha fatto registrare il primo tentativo di applicazione pratica di quelle modalità ad un servizio di interesse pubblico.
Nel 2000, è tornato ad interessarsi dei temi dello sviluppo locale, elaborando il P.I.S., Progetto Integrato di Settore turismo della provincia di Brindisi, dal titolo Sky-to-Sea: l'offerta turistica complessiva della Provincia di Brindisi.
Nel 2001, nel ruolo di direttore generale di BSH S.p.A., ha sviluppato il documento preliminare al Progetto Integrato Territoriale dal titolo Sviluppo policentrico integrato.
Nel 2005, nel ruolo di presidente della Fondazione Cantieri Metropolitani, ha sviluppato la proposta preliminare di Piano strategico dell'Area Vasta brindisina.
Nel 2008, dopo aver abbandonato la politica attiva, ha ripreso gli studi giovanili, laureandosi con lode in Filosofia presso l'Università di Macerata. 
Nel 2010 è stato nominato Direttore Provinciale di Confcommercio - Imprese per l'Italia per la provincia di Brindisi, incarico che ha abbandonato per assumere la carica di Vice Sindaco di Brindisi il 31 gennaio 2014, nella giunta presieduta dal Sindaco PD Mimmo Consales. Si è volontariamente dimesso dall'incarico il 4 giugno 2015.
Il 26 marzo 2017 è stato insignito della Cittadinanza Onoraria della Città di Valona (Albania) con la seguente motivazione "per aver innescato ed avviato la grande gara di solidarietà e di sostegno materiale offerto dalla Città di Brindisi ai nostri concittadini durante il grande esodo del marzo 1991".
In occasione delle elezioni amministrative del maggio 2023, Marchionna si ricandida a Sindaco di Brindisi, a capo di una coalizione di centro-destra, composta da Fratelli d'Italia, Lega, Forza Italia, Partito Repubblicano e due liste civiche. Vince le elezioni al ballottaggio, contro il candidato di centro-sinistra, Roberto Fusco, divenendo per la seconda volta sindaco della città.

## Pubblicazioni
- Migrazione, solidarietà e sviluppo nel Mediterraneo del Terzo Millennio, Besa Edizioni 2011, ISBN 9788849708318
- L'unguento delle streghe, Romanzo Youcanprint 2012, ISBN 9788867512355
- Il nuovo umanesimo delle città, Saggio Youcanprint 2013, ISBN 9788891108289
- La Fabbrica dei Materiali, Youcanprint, 2016. ISBN 9788892635685
- La democrazia deliberativa, Fondazione Giacomo Brodolini, Quaderni di Studi & Ricerche, 2016. ISBN 9788895380391
- L'unguento delle streghe, Nuova Edizione, romanzo Vertigo Edizioni 2019, ISBN 9788862067256
- La provvigione del diavolo, romanzo, NeP Edizioni 2022, ISBN 9788855002134
- La fiaba nera della Kuçedra, romanzo, Laurana Editore 2023, ISBN 9791280845245
- I figli della Montecatini, romanzo, Dellisanti Editore, 2024, ISBN 9791281575288